# Gabriele G. Kiefer
Gabriele G. Kiefer (* 17. Oktober 1960 in Frankenthal (Pfalz)) ist eine deutsche Landschaftsarchitektin und Hochschullehrerin.

## Werdegang
Kiefer gründete 1989 das Büro Kiefer in Berlin, dessen Projekte in Art, Charakter und Dimension ein weites Spektrum aufweisen. In den letzten Jahren standen, neben einer Serie von Projekten für Konversionsstandorte, große Stadtparks im Mittelpunkt der Tätigkeit.
Sie lehrte unter anderem an der École nationale supérieure du paysage in Versailles, der Universität Neapel Federico II, der Universidad Diego Portales in Santiago de Chile und der Universidad Austral de Chile in Valdivia. Seit 2002 ist sie Professorin für Städtebau und Landschaftsarchitektur am Department Architektur der Technischen Universität Braunschweig.
Von 2008 bis 2013 war sie Mitglied im Gestaltungsbeirat der Stadt Salzburg, von 2012 bis 2015 Mitglied der Auswahlkommission der Deutschen Akademie in Rom Villa Massimo. Die Gleichstellungsbeauftragte der Kreisverwaltung Kaiserslautern, Elvira Schlosser, ist eine Schwester von ihr.

## Werk
Kiefer nahm 1989 an ihrem ersten Wettbewerb teil. Zu Kiefers Arbeiten gehören unter anderem in Berlin der Hans-Baluschek-Park, die Parkanlagen auf dem Friedrichswerder nahe dem Auswärtigen Amt, der Blankensteinpark im Entwicklungsgebiet Alter Schlachthof und der Landschaftspark Johannisthal/Adlershof. Weitere Arbeiten des Büros waren die Biosphärenhalle im Volkspark Potsdam, die Außenanlagen der Blindeninstitutsstiftung in Würzburg, der Veranstaltungsort Ferropolis im ehemaligen Tagebau Golpa-Nord, der Lene-Voigt-Park auf dem Gelände des ehemaligen Eilenburger Bahnhof in Leipzig, die Landesgartenschau Norderstedt, die Landesgartenschau Wolfsburg, der Roßmarkt in Frankfurt am Main und der Opfikerpark im Glattpark, Schweiz. In Zusammenarbeit mit Martha Schwartz gewann sie die Vorplätze, den südlichen Washingtonplatz und den nördlichen Europaplatz, des Berliner Hauptbahnhofs.
Kiefer erhielt für ihre Arbeiten zahlreiche Preise und Auszeichnungen; 2002 für den Lene-Voigt-Park den European Prize for Urban Public Space. Im Jahr 2005 erschien unter dem Titel „Rekombinationen/Recombinations“ eine Werkschau ihrer Arbeiten.
Die in Arbeitsgemeinschaft mit den Büros David Chipperfield und Graft entwickelten utopischen Szenarien für das Berliner Zentrum provozierten 2010 in der Hauptstadt kontroverse Diskussionen.
Kiefers Werk zeichnet sich durch den gleichwertigen Einsatz von meist geometrischen Bauformen und Pflanzen auf. Dabei versucht sie, sich in ihren Arbeiten auf wenige Kernelemente und wenige Materialien zu beschränken.